# André Gonçalves (pintor)
André Gonçalves (Lisboa, 1685 - Lisboa, 1762) foi um pintor português. Foi o responsável pela mudança estética que se operou em Portugal no início do século XVIII, e que consistiu num abandono dos esquemas hispânicos do seiscentismo e na adopção dos esquemas italiano e francês, mais ricos e variados, já a caminho de uma plena afirmação do Barroco. Uma das grandes características do seu corpus artístico, além da introdução de uma paleta clara, é o facto de recorrer frequentemente a gravuras estrangeiras.[carece de fontes?]

## Biografia e obra
Com dezasseis anos iniciou a sua aprendizagem artística na Oficina de António de Oliveira Bernardes (1662-1732), onde viveu de 1701 a 1704. Este aprendizado surtirá reflectido nas primeiras produções ainda apegadas ao naturalismo e tenebrismo do primeiro barroco seiscentista, sob influência de modelos gravados ítalo-flamengos a partir de obras de Rubens e Barocci.
Em 1711 ingressa na Irmandade de São Lucas, onde desempenhou cargos ativos ao serviço da confraria até bem perto da sua morte, em 1754. Por esta altura pintou e assinou a pintura representando Santo Amaro salva o mestre-de-obras do Mosteiro da Conomância, do arcaz da sacristia da Ermida de Santo Amaro, em Lisboa.

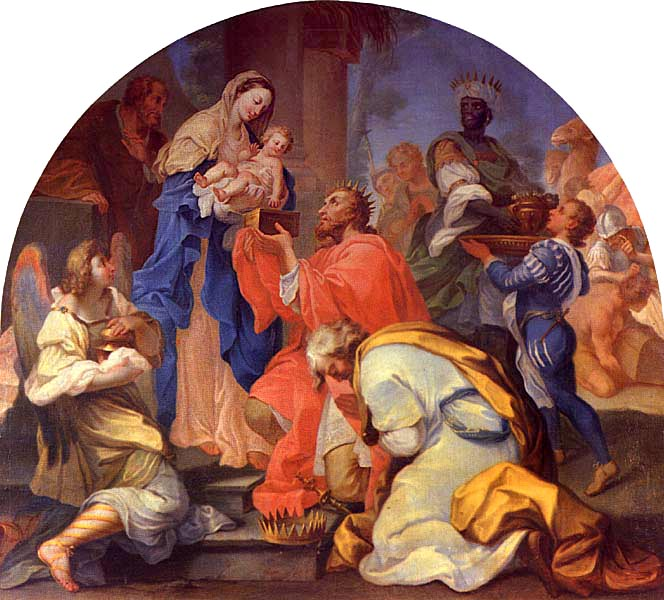
"Adoração dos Reis Magos" no Museu Nacional Machado de Castro

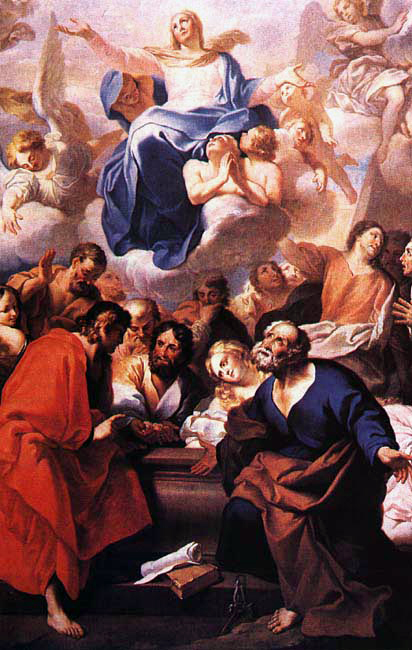
"Assunção de Nossa Senhora" no Palácio Nacional de Mafra

Segundo Joaquim Oliveira Caetano, é da sua autoria uma Descida da Cruz, datada por ele de cerca de 1720, estante na Santa Casa da Misericórdia de Lisboa.
Da primeira fase estilística do pintor são os trabalhos para a igreja do Convento de Nossa Senhora da Conceição dos Cardais, em Lisboa, datáveis dos inícios da década de 1720. E, da mesma altura, as telas tenebristas estantes na capela de Nossa Senhora da Conceição da igreja jesuítica da Horta, na ilha do Faial, reveladas por Vítor Serrão e Rui Carita representando a Morte da Virgem e Apóstolos junto ao túmulo de Maria.
Nos primeiros anos da década de 1730 participa na obra do Convento de Mafra, ao lado de nomes nacionais como Inácio de Oliveira Bernardes e Vieira Lusitano, a par do contacto com as obras de artistas italianos e franceses cujo influxo das obras do barroco italiano se notará no recurso às fontes imagéticas italianas, nas tonalidades claras e brilhantes, delicadeza no desenho elegante sob o signo do belo clássico.
Logo em 1731 intervém na empreitada decorativa do convento dos Paulistas, ao lado de Vieira Lusitano, para onde pinta seis telas da capela-mor dedicadas ao Ciclo Eucarístico, e as doze telas do cadeiral do coro alto com a Vida de São Paulo Eremita.
Na mesma década encontra-se envolvido na decoração da Igreja do Menino de Deus da Ordem Terceira de São Francisco de Xabregas, onde também trabalham Inácio de Oliveira Bernardes, Vieira Lusitano, Jerónimo da Silva (act. c. 1700-1753) e o espanhol André Ruvira.
No quarto decénio de Setecentos participa na campanha pictórica do coro alto do convento da Madre de Deus. Vítor Serrão apurou duas telas de André Gonçalves executadas cerca de 1744 para a capela do Sagrado Coração de Jesus da Igreja Matriz de Santa Cruz da Graciosa, nos Açores, representando São Domingos, uma e São José, outra.
Volvidos quatro anos a esta parte, André Gonçalves esteve envolvido em importante empreitada decorativa para o Convento das Trinas do Mocambo, em Lisboa, para onde pintou dois ciclos pictóricos revelados por João Miguel Simões. Um dedicado à Vida de São João da Mata e São Félix de Valois, na nave da igreja, e o ciclo da Vida da Virgem para o coro baixo.
André Gonçalves dedicou-se na década de 50 de 1700 a pintar a série da Vida de José do Egipto para a sacristia do Convento da Madre de Deus na mesma cidade, pintando em 1759 a Assunção de Nossa Senhora para a empena da capela-mor.
Da mesma década desenvolveu intensa produção para os procedentes de Coimbra, respondendo a encomendas para o Convento de Santa Cruz de Coimbra e para a igreja do colégio da Sapiência, atualmente na posse da Misericórdia de Coimbra.
No ano de 1761 executa dezasseis pinturas que integravam oito bandeiras processionais com dupla face, para a Misericórdia de Lisboa, representando Anjos e o ciclo da Paixão de Cristo, actualmente na sacristia da igreja de S. Roque em Lisboa. 
Do período derradeiro do pintor são também as cinco pinturas procedentes do refeitório da casa professa de São Roque, com os temas de Santa Ana, S. José, São Joaquim, São João Baptista e Santa Maria Madalena, estantes no Museu de S. Roque.
Joana Inácia Rebelo (1711 - c.1781), mais conhecida por Joana do Salitre, por residir na Rua do Salitre, em Lisboa, foi discípula de André Gonçalves, assim como o foi João dos Santos Ala.
Muitos quadros seus encontravam-se em igrejas de Lisboa que foram destruídas pelo terramoto de 1755.